# Reynaldo Parks
Reynaldo Parks Pérez (né le 4 décembre 1974 à Puerto Limón au Costa Rica) est un footballeur international costaricien, qui évoluait au poste de défenseur.

## Biographie

### Carrière en sélection
Avec l'équipe du Costa Rica, il joue 43 matchs (pour un but inscrit) entre 1993 et 2003. Il figure notamment dans le groupe des sélectionnés lors des Gold Cup de 1993 et de 2002.
Il participe également à la Copa América de 2001.

## Palmarès
| Costa Rica - Gold Cup : - Finaliste : 2002. |  | Deportivo Saprissa - Championnat du Costa Rica (3) : - Champion : 2003-04, 2005-06 et 2006-07. - Ligue des champions (1) : - Vainqueur : 2005. - Copa Interclubes UNCAF (1) : - Vainqueur : 2003. |